# Nueva Armenia (kommun)
Nueva Armenia är en kommun i Honduras.   Den ligger i departementet Departamento de Francisco Morazán, i den södra delen av landet, 40 km söder om huvudstaden Tegucigalpa. Antalet invånare är 2 365. Arean är 169 kvadratkilometer.
Terrängen i Nueva Armenia är huvudsakligen kuperad, men österut är den bergig.